# Piotr Kowal
Piotr Kowal (ur. 5 listopada 1992 we Włocławku) – polski polityk i samorządowiec, przewodniczący Rady Miasta Włocławek (2021–2024), poseł na Sejm X kadencji (od 2024).

## Życiorys
Z wykształcenia administratywista. W 2023 uzyskał magisterium na Uniwersytecie WSB Merito w Toruniu. Ukończył również studia podyplomowe typu MBA na Uniwersytecie Ekonomicznym w Krakowie. Pracował jako pełnomocnik zarządu ds. zintegrowanego systemu zarządzania w międzynarodowej firmie Guala Closures DGS Poland. Został honorowym członkiem Polskiego Związku Niewidomych. Działacz Sojuszu Lewicy Demokratycznej i następnie Nowej Lewicy. Był asystentem eurodeputowanego Janusza Zemke.
W wyborach samorządowych w 2014 bez powodzenia kandydował do Rady Miasta Włocławek (otrzymał 86 głosów). W kolejnych wyborach w 2018 zdobył mandat radnego, uzyskując 515 głosów. W 2024 z powodzeniem ubiegał się o reelekcję, otrzymując 1176 głosów. W grudniu 2021 powołany na funkcję przewodniczącego rady miejskiej, którą utrzymał również w kolejnej kadencji w maju 2024.
W 2019 i 2023 kandydował bezskutecznie do Sejmu w okręgu toruńskim, otrzymując odpowiednio 9617 głosów i 7860 głosów. W 2024 bez powodzenia startował natomiast do Parlamentu Europejskiego. 26 czerwca tego samego roku objął mandat posła X kadencji, zastępując Joannę Scheuring-Wielgus, która została wybrana do PE. W Sejmie został zastępcą przewodniczącego Komisji do Spraw Dzieci i Młodzieży, a także członkiem Komisji do Spraw Petycji oraz Komisji Samorządu Terytorialnego i Polityki Regionalnej. Później w tym samym roku objął funkcję zastępcy przewodniczącego Komisji Infrastruktury.

## Wyniki wyborcze
| Wybory | Komitet wyborczy                | Komitet wyborczy             | Organ                 | Okręg          | Wynik         |
| ------ | ------------------------------- | ---------------------------- | --------------------- | -------------- | ------------- |
| 2014   |                                 | SLD Lewica Razem             | Rada Miasta Włocławek | nr 1           | 86 (1,38%)    |
| 2018   | nr 3                            | SLD Lewica Razem             | Rada Miasta Włocławek | 515 (6,94%)    |               |
| 2019   |                                 | Sojusz Lewicy Demokratycznej | Sejm IX kadencji      | nr 5           | 9617 (2,13%)  |
| 2023   |                                 | Nowa Lewica                  | Sejm X kadencji       | nr 5           | 7860 (1,46%)  |
| 2024   |                                 | Lewica                       | Rada Miasta Włocławek | nr 3           | 1176 (10,12%) |
| 2024   | Parlament Europejski X kadencji | Lewica                       | nr 2                  | 12 784 (2,35%) |               |